# Dominique Zardi
Dominique Zardi (Paris, 2 de março de 1930 - Paris, 13 de dezembro de 2009) foi um ator francês. Atuou em mais de 600 filmes.
Zardi morreu de câncer aos 79 anos.